# Tarō Kimura (homme politique)
Pour les articles homonymes, voir Kimura.
Cet article concerne un politicien. Pour la journaliste, voir Tarō Kimura (journaliste).
Tarō Kimura (木村 太郎, Kimura Tarō), né le 20 juillet 1965 à Fujisaki dans la préfecture d'Aomori et mort le 25 juillet 2017 à Kōtō (Tokyo), est un politicien japonais du parti libéral-démocrate, un membre de la chambre des représentants dans la Diète (législature nationale).

## Biographie
Originaire de Fujisaki dans la préfecture d'Aomori et diplômé de l'université Toyo, Tarō Kimura a été élu à la Chambre des représentants pour la première fois en 1996 après avoir siégé à l'assemblée de la préfecture d'Aomori pour deux mandats.
Il est mort d'un cancer du pancréas le 25 juillet 2017, dans un hôpital de Tokyo, âgé de 52 ans.